# Eburodacrystola pickeli
Eburodacrystola pickeli é uma espécie de coleóptero da tribo Eburiini (Cerambycinae); com distribuição nos estados do Ceará, Maranhão, Minas Gerais, Pernambuco e Rondônia (Brasil).

## Sistemática
- Ordem Coleoptera
  - Subordem Polyphaga
    - Infraordem Cucujiformia
      - Superfamília Chrysomeloidea
        - Família Cerambycidae
          - Subfamília Cerambycinae
            - Tribo Eburiini
              - Gênero Eburodacrystola
                - E. pickeli (Melzer, 1928)